# Meia Via
Meia Via is een plaats (freguesia) in de Portugese gemeente Torres Novas en telt ongeveer 2000 inwoners.